# Limnodynastes lignarius
Limnodynastes lignarius is een kikker die behoort tot de familie Limnodynastidae. De soort werd voor het eerst wetenschappelijk beschreven door Michael James Tyler, Angus Anderson Martin & Margaret M. Davies in 1979. Oorspronkelijk werd de wetenschappelijke naam Megistolotis lignarius gebruikt.

## Uiterlijke kenmerken
Deze kikker heeft een vlakke kop en een zeer groot tympanum, dit is het membraan dat de ingang van het oor bedekt. De lichaamskleur is chocoladebruin en er zijn donkere markeringen op het hoofd en de bovenzijde van de rug. De vaak lichtere gebieden van geel of wit zijn ook aanwezig op de rug. De voor- en achterpoten zijn donkerbruin met bleke vlekken. Een witachtige gebroken streep loopt van onderaan het oog, onder tympanum aan de basis van het wapen. De ruggen van de dijen zijn donker purper-bruin. De buik is wit met een purperachtig-bruine tint. De huid aan het hoofd, de rug en de kanten is korrelig, met vele wratten die met uiterst kleine zwarte stekels worden afgedekt. Kleine kegelvormige stekels op eerste vinger gelijkend op sommige soorten Heleioporus.

## Verspreiding en habitat
Limnodynastes lignarius komt endemisch voor in Australië. De natuurlijke habitat bestaat uit subtropisch of tropisch droog struikland, subtropisch of tropisch droog laaggelegen grasland, rivieren, rivieren met onderbrekingen, rotsachtige gebieden en grotten.